# Щутово (Мазовецьке воєводство)
Щутово (пол. Szczutowo) — село в Польщі, у гміні Щутово Серпецького повіту Мазовецького воєводства.
Населення — 738 осіб (2011).
У 1975-1998 роках село належало до Плоцького воєводства.

## Демографія
Демографічна структура станом на 31 березня 2011 року:
|          | Загалом | Допрацездатний вік | Працездатний вік | Постпрацездатний вік |
| -------- | ------- | ------------------ | ---------------- | -------------------- |
| Чоловіки | 355     | 68                 | 242              | 45                   |
| Жінки    | 383     | 49                 | 241              | 93                   |
| Разом    | 738     | 117                | 483              | 138                  |